# Mickaël Hanany
Mickaël Hanany (Francia, 25 de marzo de 1983) es un atleta francés, especialista en la prueba de salto de altura en la que llegó a ser medallista de bronce europeo en 2012.

## Carrera deportiva
En el Campeonato Europeo de Atletismo de 2012 ganó la medalla de bronce en el salto de altura, saltando por encima de 2.28 metros, tras el británico Robert Grabarz (oro con 2.31 metros) y el lituano Raivydas Stanys (también 2.31 metros pero en más intentos que el británico).